# Męka (Sieradz)
Męka – część miasta Sieradza w Polsce, w województwie łódzkim, w powiecie sieradzkim. Rozpościera się wzdłuż ulicy Uniejowskiej na południe od ulicy Paszkiewicza, we wschodniej części miasta. 

## Historia
Najstarsze dokumenty pisane potwierdzają istnienie wsi już w XIII w. W Męce książę Kazimierz Konradowic (Kazimierz I kujawski) wydał w 1255 r. dokument lokacyjny dla miasta Warty. Opisano też tę wieś wraz z kościołem w „Liber beneficiorum arch. gnieźnieńskiej…” Jana Łaskiego z lat 1511–23 (Gniezno 1880, t. I, s. 390). Wieś była położona w odległości 6 wiorst od Sieradza (Chlebowski) przy zbiegu rzeczki Trzebicznej z Wartą. W XIII w osiedlili się tu (posiadali także wieś Polków, 6 włók ziemi, karczmę, dwa młyny, las i łąki) Kanonicy laterańscy reguły św. Augustyna na Piasku we Wrocławiu, przeniesieni w 1358 r. do kościoła św. Mikołaja w Kaliszu i wyposażeni dodatkowo w wieś Kuchary. Wieś należała do dóbr królewskich, na prawie magdeburskim była lokowana w 1411 r. i płaciła staroście roczny czynsz na reperację zamku sieradzkiego. W 1621 r., w związku z najazdem na Polskę Turków, na polach wsi Męki i Woźnik odbył się popis (przegląd) rycerstwa sieradzkiego pod wodzą wojewody sieradzkiego Bykowskiego. Stawiło się 796 szlachciców. W końcu XIX w. było tutaj 58 dymów, dwie osady, karczma, mieszkało 680 osób. W wojnie 1939 r. trwały tu ciężkie walki. Wsi bronił 1 bat. 31 Pułku Strzelców Kaniowskich. Na cmentarzu jest grób 105 polskich żołnierzy. Wehrmacht spalił wieś niemal w całości, a 4 kwietnia 1942 r. Niemcy wysiedlili stąd ludność polską.

## Historia administracyjna
Męka to dawna wieś królewska starostwa sieradzkiego, położona w powiecie sieradzkim województwa sieradzkiego w końcu XVI wieku. 
W latach 1867–1953 należała do gminy Męka w powiecie sieradzkim, z siedzibą w Męce Księżej. W Królestwie Polskim przynależała do guberni kaliskiej, a w okresie międzywojennym do woj. łódzkiego. Tam, 19 listopada 1933 utworzyła gromadę Męka w granicach gminy Męka, składającą się z wsi Męka, Męka Poduchowna i Męka-Jamy.
Podczas II wojny światowej włączona do III Rzeszy. Po wojnie ponownie w powiecie sieradzkim w woj. łódzkim. 21 września 1953 weszła w skład gminy Woźniki, utworzonej z obszaru zniesionej gminy Męka. W związku z reorganizacją administracji wiejskiej (zniesienie gmin) jesienią Woźniki weszły w skład nowo utworzonej gromady Woźniki w powiecie sieradzkim. Tam przetrwały do końca 1972 roku, czyli do kolejnej reformy gminnej.
1 stycznia 1973, w związku z kolejną reformą administracyjną (odtworzenie gmin i zniesienie gromad i osiedli) Męka weszła w skład nowo utworzonej gminy Sieradz. W latach 1975–1979 miejscowość administracyjnie należała do województwa sieradzkiego. 1 grudnia 1979 Mękę włączono do Sieradza.

## Zabytki
Kościół św. Wojciecha kazał ponoć zbudować Władysław Jagiełło, w miejscu gdzie kiedyś św. Wojciech odprawiał mszę św., jako wotum za zwycięstwo grunwaldzkie i dzielną postawę w tej bitwie rycerstwa sieradzkiego. Za czasów króla Zygmunta Augusta 23 kwietnia 1570 r. dokonano inkorporacji tej parafii do kapituły kolegiackiej w Sieradzu przy kościele św. Trójcy, a to dla podniesienia dochodowości tej kapituły, której kolatorem był sam król. Kanonik sieradzki Wojciech Greskowicz przejął świątynię i całe uposażenie parafii. Unia parafii Męka z kapitułą sieradzką przetrwała do 1819 r., tj. do końca trwania tej kapituły, a faktycznie do 1843 r., kiedy proboszczem w Męce został ks. Andrzej Chyliński.
Nowy kościół powstał w Męce przed 1679 r. z fundacji Andrzeja Trzebickiego (1607–1679), bp. krakowskiego, który był „w Trzebiczny urodzony, a w Męce ochrzczony”. Był to kościół drewniany, w latach późniejszych obmurowany cegłą, a w latach 1945–1958 rozbudowany i wzbogacony o wieżę. Operację usuwania zbutwiałego drewna z wnętrza obmurówki zakończono dopiero w 2000 r. Warto wspomnieć, że przy kopaniu fundamentów pod wieżę natrafiono na butelkę, w której było 70 złotych monet holenderskich z lat 1728–1788.
Obok kościoła są cenne drzewa, wśród nich pomnik przyrody: tzw. dąb św. Wojciecha, który ok. 996 r. miał tu odprawiać mszę świętą. To miejsce początkowo uczczono krzyżem zwanym w tradycji polskiej „Męką”, stąd nazwa osiedla.
Był tu ośrodek haftu regionalnego, a stroje sieradzkie utrzymały się do okresu powojennego. Część położona po wsch. stronie Warty wykształciła przysiółki: Mękę Księżą, Mękę-Borek i Mękę-Jamy.